# The Wonderful World of Mickey Mouse
The Wonderful World of Mickey Mouse (El Maravilloso Mundo de Mickey en Hispanoamérica o El Maravilloso Mundo de Mickey Mouse en España) es una serie de televisión animada estadounidense producida por Disney Television Animation para Disney+. La serie es una continuación de la serie de televisión de cortometrajes ganadora del premio Emmy Mickey Mouse del 2013, usando el mismo estilo y teniendo muchos miembros del mismo elenco y equipo, con la excepción de la fallecida Russi Taylor como Minnie Mouse, quien es reemplazada por Kaitlyn Robrock. La serie se anunció por primera vez el 14 de septiembre de 2020 y se estrenó el 18 de noviembre de 2020, coincidiendo con el 92.º cumpleaños de Mickey Mouse.
Disney+ agregó dos cortos a la semana durante cinco semanas hasta que se transmitió la primera serie de 10 episodios el 18 de diciembre de 2020. Los otros 10 cortometrajes se estrenaron en el 28 de julio hasta el 25 de agosto de 2021.
El 18 de noviembre de 2021 por el cumpleaños 93 de Mickey Mouse, se anunció que la serie se renovó para cuatro especiales de larga duración centrados en las temporadas de año, el primero se llamó El Maravilloso Invierno de Mickey Mouse y se estrenó el 18 de febrero de 2022. El segundo especial La Maravillosa Primavera de Mickey Mouse fue lazando el 25 de marzo de 2022. El tercer especial El Maravilloso Verano de Mickey Mouse se lanzó el 8 de julio de 2022. El cuarto y último especial de la temporada El Maravilloso Otoño de Mickey Mouse se estrenó el 18 de noviembre de 2022. El 13 de junio de 2023, se anunció el lanzamiento de un especial titulado Steamboat Silly el 28 de julio de 2023, sirviendo como el final de la serie.

## Personajes

### Principales
- Chris Diamantopoulos como Mickey Mouse[9]
- Kaitlyn Robrock como Minnie Mouse[9]
- Tony Anselmo como Pato Donald[9]
- Bill Farmer como Goofy y Pluto[9]
- Tress MacNeille como Pata Daisy[9]

### Recurrentes
- Jim Cummings como Pete
- Corey Burton como Ludwing von Pato
- April Winchell como Clarabelle
- John Kassir como Scrooge McDuck
- Paul Rudish como Voces adicionales

### Cameos
- El Oso Humphrey
- Las Comadrejas
- Bambi (libro)
- Steamboat Willie (cameo en la foto)
- Esqueleto de The Skeleton Dance
- Butch el Bulldog
- Merlín y Madame Mim The Sword in the Stone
- Yen Sid y Madame Upanova de Fantasía
- R2-D2 y Grogu de Star Wars
- Úrsula y Flounder de La sirenita
- Beagle Boys
- Oswald el conejo afortunado
- Bestia de La bella y la bestia
- Dumbo y Timothy Q. Mouse de Dumbo
- Guardias Rinoceronte, Fraile Tuck, Lady Kluck, Otto, Madre Conejo, Skippy, Sir Hiss y Tiro Listo de Robin Hood
- Blancanieves  de Snow White and the Seven Dwarfs
- Los siete enanitos de Snow White and the Seven Dwarfs
- Reina Grimhilde de Snow White and the Seven Dwarfs
- Kaa de El libro de la selva
- Pájaro Aracuan
- Flit de Pocahontas
- Sr. Sapo e Ichabod Crane de El viento en los sauces
- Tambor de Bambi
- Alicia y Gato Risón de Alicia en el país de las maravillas
- Tigger de Winnie the Pooh
- Clopin de El jorobado de Notre Dame

### Elenco
- Mickey Mouse: Gabriel Contreras          (Temp 1-2)
- Minnie Mouse: Carolina Jerez Bertuline   (Temp 1-2)
- Pato Donald:  Edgar Galavis              (Temp 1-2)

```
               Gabriel Boric              (Temp 2)
```

- Pata Daisy:   Doris Pirela               (Temp 1-2)
- Goofy:        Romulo Lopez               (Temp 1-2)
- Pluto:        Romulo Lopez               (Temp 1-2)
- Pedro:        Clemente Marin             (Temp 1-2)
- Clarabella:   Sasha Barrios              (Temp 1)
- Ludwing Von Pato:  Eddy Urdaneta         (Temp 1)
- Mortimer Mouse:    Julio Rodriguez       (Temp 1)

### Voces Adicionales
- Diana Galavis
- Romulo Lopez
- Carolina Jerez Bertuline
- Alberto Ortiz
- Brian Figueroa
- Gabriel Contreras
- Erich Jaeger
- Clemente Marin
- Doris Pirela
- Lulio Zambrano (Archivo)
- Edgar Galavis (Temp 1)
- Claudio "Kakito" Varas
- Joaquin Rafael Leon
- Sasha Barrios

### Datos Tecnicos
Estudio de Doblaje: Los Hermanos de Leon Studios
Dirección: Erich Jaeger (Temp 1-2)
```
          Eddy Urdaneta (Temp 1-2 Algunos Eps)
          Clemente Marin (Temp 1-2 Algunos Eps)
```

Traducción: Sasha Barrios (Temp 1-2)
Dirección Musical: Brian Figueroa (Temp 1-2)
```
                  Romulo Lopez   (Temp 1)
```

Director Creativo: Eric Leon Galavis (Temp 1-2)

## Episodios
| Temporada | Temporada | Episodio | Estreno original        | Estreno original        |
| Temporada | Temporada | Episodio | Comienzo                | Final                   |
| --------- | --------- | -------- | ----------------------- | ----------------------- |
|           | 1         | 20       | 18 de noviembre de 2020 | 25 de agosto de 2021    |
|           | 2         | 4        | 18 de febrero de 2022   | 18 de noviembre de 2022 |
|           | Especial  | Especial | 28 de julio de 2023     | 28 de julio de 2023     |

### Temporada 1 (2020-21)
| Serie # | Temp. # | Título                                                                           | Estreno original        | Código |
| --- | ------- | -------------------------------------------------------------------------------- | ----------------------- | ------ |
| 1 | 1       | «Cheese Wranglers» «Vaqueros de Quesos (LA) Vanqueros queseros (ES)»             | 18 de noviembre de 2020 | 101    |
| Minnie Mouse, la propietaria de Big Thunder Valley, contrata a Mickey Mouse, el mejor vaquero de quesos del oeste, para montar cada rueda de queso hasta la ciudad, con los peones de su rancho, el Pato Donald y Goofy ayudándole. Pero necesitan mantener el queso a salvo del infame ladrón de quesos, Peg-Leg Pete.                                    |         |                                                                                  |                         |        |
| 2 | 2       | «House of Tomorrow» «La casa del mañana (LA/ES)»                                 | 18 de noviembre de 2020 | 102    |
| En el Salón de la Ciencia, Mickey, Donald y Goofy se cuelan en la Casa del Mañana del profesor Ludwig von Pato, una casa futurista con una inteligencia artificial que atiende todas sus necesidades, que resulta no ser el sueño que estaban imaginando, pero logran destruir la casa, y huyen de ese lugar.                                              |         |                                                                                  |                         |        |
| 3 | 3       | «Hard to Swallow» «Difícil de tragar (LA/ES)»                                    | 27 de noviembre de 2020 | 103    |
| Mickey intenta que Pluto se coma su pastilla antipulgas, que Pluto encuentra repugnante. La situación se vuelve terrible cuando un ejército de pulgas ataca a Pluto, pero Mickey logra ponerle la pastilla y se salvada de una muerte segura. |         |                                                                                  |                         |        |
| 4 | 4       | «School of Fish» «Escuela para peces (LA) Escuela de peces (ES)»                 | 27 de noviembre de 2020 | 104    |
| Mickey envía a su pez dorado Gubbles a la escuela, pero se preocupa tanto por su bienestar que comienza a seguirlo por todas partes en la escuela. |         |                                                                                  |                         |        |
| 5 | 5       | «Keep on Rollin» «Sigan Patinando (LA) Patinar sin parar (ES)»                   | 4 de diciembre de 2020  | 105    |
| La noche de discoteca de Mickey y sus amigos en la pista de patinaje es interrumpida por Pete y su pandilla de villanos, quienes echan a Mickey y sus amigos, quienes deciden buscar otro lugar de baile pero eso no funciona así que Mickey sus amigos deciden recupera la pista de bailer.                                                               |         |                                                                                  |                         |        |
| 6 | 6       | «The Big Good Wolf» «El Lobo Bueno (LA) Cambiando al lobo feroz (ES)»            | 4 de diciembre de 2020  | 106    |
| Mickey intenta cambiar al Lobo feroz, solo para descubrir que no es muy fácil al darse cuenta de que el Lobo se comió todos sus amigos y le estaba mintiendo todo este tiempo. |         |                                                                                  |                         |        |
| 7 | 7       | «The Brave Little Squire» «El valiente caballero (LA) El escudero valiente (ES)» | 11 de diciembre de 2020 | 107    |
| Mickey sueña con ser un caballero, pero descubre que la heroica reputación de su nuevo jefe es un cuento de hadas, después de que se da cuenta de que Mortimer se lleva todo el crédito por algo que no hizo. |         |                                                                                  |                         |        |
| 8 | 8       | «An Ordinary Date» «Una Cita Ordinaria (LA) Una cita normal (ES)»                | 11 de diciembre de 2020 | 108    |
| Mickey y Minnie intentan que su cita sea original y excelente, así que Mickey le pide ayuda a sus amigos en secreto para crear su cita perfecta. |         |                                                                                  |                         |        |
| 9 | 9       | «Supermarket Scramble» «Lio en el supermercado (LA/ES)»                          | 18 de diciembre de 2020 | 109    |
| Mickey y sus amigos deciden hacer una barbacoa, pero de alguna manera se quedan retenidos en el supermercado al comprar los ingredientes para su barbacoa. |         |                                                                                  |                         |        |
| 10 | 10      | «Just the Four of Us» «Solo Nosotros Cuatro (LA) Los cuatro solos (ES)»          | 18 de diciembre de 2020 | 110    |
| Donald y Daisy intentan evitar tener una cita doble con Mickey y Minnie, así que Donald de inventa una mentira y le dice a Mickey que están enfermos, así que Mickey y Minnie van preocupados a cuidarlos mientras que Donald y Daisy huyen de ellos. |         |                                                                                  |                         |        |
| 11 | 11      | «Houseghosts» «Fantasmas (LA) Invitados Fantasmas (ES)»                          | 28 de julio de 2021     | 110    |
| Cuando varios fantasmas se quedan sin hogar, Mickey lo invita a quedarse en su casa pensando sería buena idea, pero resulta ser un gran problema para él, así que le pide ayuda a Minnie para sacarlos de su casa. |         |                                                                                  |                         |        |
| 12 | 12      | «The Enchanting Hut» «Una choza encatadora (LA) Problemas en el paraíso (ES)»    | 28 de julio de 2021     | 112    |
| Mickey y Minnie intentan construir un refugio después de que una tormenta amenaza con destruir su isla, pero la isla no quiere ayuda y la tormenta se acerca cada vez más, y cuando todo estaba perdido, la isla les salva la vida construyendo el refugio.                                                                                                |         |                                                                                  |                         |        |
| 13 | 13      | «Duet for Two» «Dueto para dos (LA) Dúo para dos (ES)»                           | 4 de agosto de 2021     | 113    |
| Mickey y Minnie cantarn una canción sobre el amor, y todos se emocionan por su talento musical así que una serpiente llamado Huckster McBackstabber los contrata para hacer felices a todos como un dueto adorable, pero se dan cuenta de que no era como parecía y se empiezan a cansar de eso, así que renuncian y deciden continuar con su dueto solos. |         |                                                                                  |                         |        |
| 14 | 14      | «Birdwatching» «Observando aves (LA) Observando pájaros (ES)»                    | 4 de agosto de 2021     | 114    |
| Mickey y Minnie están observando aves para tomarles fotos, pero Minnie no puede fotografiar a un ave porque siempre se escapa, así que Mickey decide buscar esa ave para tomarle foto pero queda atrapado, así que Minnie tiene que rescatarlo. |         |                                                                                  |                         |        |
| 15 | 15      | «Bellboys» «Botones (LA) Los botones del hotel (ES)»                             | 11 de agosto de 2021    | 115    |
| El dueño del hotel contrata a Mickey, Donald y Goofy para revivir el hotel, que está en ruinas, así que ellos obtienen algunos huéspedes. Mickey piensa que será sencillo, pero termina siendo un dolor de cabeza para Mickey y sus amigos. |         |                                                                                  |                         |        |
| 16 | 16      | «I Heart Mickey» «El corazón de Mickey (LA/ES)»                                  | 11 de agosto de 2021    | 116    |
| Mickey le da un regalo de aniversario a Minnie, que es su corazón, y ella promete no extraviado, pero Minnie accidentalmente lo pierde y debe recuperado. |         |                                                                                  |                         |        |
| 17 | 17      | «Untold Treasures» «Tesoros Incalculables (LA) A la caza del tesoro (ES)»        | 18 de agosto de 2021    | 117    |
| Los compañeros de tripulación Mickey y Minnie intentan buscar un tesoro enterrado antes que lo encuentren Peg-Leg Pete y lo use para convertirse en el pirata más poderosos de los siete mares. |         |                                                                                  |                         |        |
| 18 | 18      | «Disappearing Act» «Acto de desaparición (LA) El truco de magia (ES)»            | 18 de agosto de 2021    | 118    |
| Después de ver unos actos de magia, Mickey decide también hacer trucos de magia, pero accidentalmente hace desparecer a Minnie, así que Mickey hacer todo lo posible para recuperarla. |         |                                                                                  |                         |        |
| 19 | 19      | «Once Upon an Apple» «Había una vez una manzana (LA) Erase una manzana (ES)»     | 25 de agosto de 2021    | 119    |
| La bruja malvada intentar acabar con Blancanieves, pero Mickey siempre impide sus planes, así que la bruja decide acabar con Mickey pero siempre fracasa, así que le dice a Mickey que ella solo quería ser la "más bonita de reino", así que Mickey hace todo lo posible para ayudarla con su deseo.                                                      |         |                                                                                  |                         |        |
| 20 | 20      | «Game Night» «Noche de juegos (LA/ES)»                                           | 25 de agosto de 2021    | 120    |
| Minnie y sus amigos están cansados de los juegos de mesa de Mickey y que siempre gane, así que deciden acabar con esto, pero se dan cuenta de que Mickey hizo un juego de mesa en versión real, lo cual al principio sonaba a buena idea, pero después de correr muchos peligros se cansan de eso y deciden terminar con las noches de juegos.             |         |                                                                                  |                         |        |

### Temporada 2 (2022)
| Serie # | Temp. # | Título                                                                                    | Estreno original        | Código |
| --- | ------- | ----------------------------------------------------------------------------------------- | ----------------------- | ------ |
| 21 | 1       | «The Wonderful Winter of Mickey Mouse» «El Maravilloso Invierno de Mickey Mouse (LA/ES)»  | 18 de febrero de 2022   | 201    |
| Este episodio se componer de tres historias, en la primera historia, el conserje Mickey con el deseo de crear un copo de nieve, quiere crear un pequeño copo de nieve, pero accidentalmente crea un copo de nieve gigante, el cual se sale de control y quiere destruir todo, así que Mickey debe detenerlo.En la segunda historia, Mickey, Donald y Goofy se quedan atrapados en un resort después de caer una avalancha de nieve, y Goofy desarrolla una claustrofobia después de quedarse tanto tiempo en el lugar, así que Mickey intentará salir de la casa de cualquier modo para evitar morir congelados.En la tercera historia, Mickey y Minnie hacen una actuación mágica de patinaje sobre hielo para entretener a sus fanáticos, pero después de terminar el espectáculo Mickey quiere hacer la actuación más mágica de todas, y se dispone hacerlo, pero un Goofy pescador arruina su espectáculo y Mickey se rinde, decepcionado a todos sus fanáticos, pero después de unas palabras conmovedoras de Minnie, decide hacerlo de nuevo, y termina haciendo un baile increíble. |         |                                                                                           |                         |        |
| 22 | 2       | «The Wonderful Spring of Mickey Mouse» «La Maravillosa Primavera de Mickey Mouse (LA/ES)» | 25 de marzo de 2022     | 202    |
| En la primera historia, tres flores, una vid de uvas y una oruga (Mickey, Minnie, Daisy, Donald y Goofy), intentan ir a la colina para recibir la luz de sol, pero cuando llegan el sol crea una nube que causa una tormenta, y se dan por vencidos, pero como última esperanzar hacen funcionar el molino para quitar las nubes, y al lograrlo reciben la luz de sol y florecen.En la segunda historia, Mickey y Minnie cuidan amorosamente su jardín, pero no se da cuenta de que están causándole estornudos a Goofy por el polen, y que a Donald lo persigan las abejas, y cuando se dan cuenta es demasiado tarde, pues todo el barrio estaba lleno de polen, así que para acabar con eso hacen estornuda a la tierra para quitar el polen, al final logrando tener su jardín perfecto.En la tercera historia, Minnie va a la casa de Mickey, para ayudar en la limpieza de primavera de su casa, pero Mickey no quiere desechar sus cosas, porque le traen buenos recuerdos, pero Minnie lo hace de todos modos, así que Mickey guarda sus cosas en una habitación, pero accidentalmente crea un monstruo de basura, que Mickey y Minnie deben detener. Al final logran detenerlo rompiendo el churro que le daba vida y Mickey decide vender sus cosas a otra gente. |         |                                                                                           |                         |        |
| 23 | 3       | «The Wonderful Summer of Mickey Mouse» «El Maravilloso Verano de Mickey Mouse (LA/ES)»    | 8 de julio de 2022      | 203    |
| Mickey y sus amigos hacen un plan para ir a la fiesta del verano y que estén todos a las 16:00, pero todos ellos tienen una serie de inconvenientes que provocan que al final destruyan accidentalmente el escenario de la fiesta del verano. Para recompensar el daño, Mickey y sus amigos construyen uno nuevo para celebrar el verano y no perdérselo como en los otros años. |         |                                                                                           |                         |        |
| 24 | 4       | «The Wonderful Fall of Mickey Mouse» «El Maravilloso Otoño de Mickey Mouse (LA/ES)»       | 18 de noviembre de 2022 | 204    |
| Mickey y sus amigos deciden sembrar el mejor jardín de calabaza y Minnie y Daisy deciden cultivar jarabe de arce para ganar el concurso del festival de la cosecha y deshacerse de los fracasos de su antepasado, pero Mickey hecha una fórmula de crecimiento al cultivo, lo cual hace crecer a las calabazas y las hacen malvadas. Las derrotan, pero una calabaza gigante intentar destruir el pueblo así que Mickey se hace gigante para detenerla y salvar el día. |         |                                                                                           |                         |        |

### Especial (2023)
| Serie # | Temp. # | Título            | Estreno original    | Código |
| --- | ------- | ----------------- | ------------------- | ------ |
| 25 | 1       | «Steamboat Silly» | 28 de julio de 2023 | 301    |
| Mientras Minnie, Goofy, Donald y Daisy creían que estaban invitados a la casa de Mickey para una noche de cine, esta última aprovecha para mostrarles los recuerdos de su carrera. También aprovechó para retransmitir la película Steamboat Willie, pero la película explotará y liberará a muchos Mickeys que harán que la ciudad sea un caos. |         |                   |                     |        |

## Música
Como en la serie anterior, la música fue compuesta por Christopher Willis. El 13 de noviembre de 2020, dos canciones de la serie coescritas por Willis se lanzaron a los servicios de transmisión: "Donald's Conga Song" del episodio "Supermarket Scramble" y "The Wrangler's Code" del episodio "Cheese Wranglers".
Se lanzaron cuatro canciones más de la banda sonara bajo el título de Songs from The Wonderful World of Mickey Mouse, que incluye "As Long As I Have You" del episodio "Duet for Two", junto con "Island Rhythm", "Bubble Gum Days" y "Feelin' the Love".

## Recepción

### Recepción de la crítica
Patrick Cavanaugh de Comicbook.com le dio a la serie una crítica positiva y la describió como "nada más que diversión y emoción [...] llena de comedia para reír a carcajadas, escenarios modernos, historias atemporales, música nueva y el arte clásico inconfundible. estilo de los cortos de Mickey Mouse". Ethan Anderton de SlashFilm calificó tanto la creación de Mickey Mouse como El maravilloso mundo de Mickey "lo mejor que ha hecho Disney con el personaje característico fuera de los parques temáticos en mucho tiempo", elogió la animación por su estilo que recuerda viejos cortos animados y elogió el humor de los dos programas, escribiendo: "No solo la animación es sobresaliente, sino que también es bastante divertida". El personal de Firstpost revisó la serie positivamente, diciendo que tiene un "valor nostálgico a medida que los personajes antiguos vuelven a visitar", calificó la animación de "caprichosa" y encontró el programa entretenido.
Emily Ashby de Common Sense Media calificó el programa con 3 de 5 estrellas, afirmando: "Los personajes se colocan en diferentes escenarios extravagantes de un episodio a otro y juegan versiones de sí mismos que mantienen sus relaciones y personalidades. Los enemigos familiares llegan a la escena para causar problemas, pero las lesiones se reparan rápidamente y los accidentes rara vez equivalen a un daño realista." Marisa Lascala de Good Housekeeping incluyó El maravilloso mundo de Mickey Mouse en su lista de los "60 mejores programas de televisión y series familiares para niños de todos los tiempos", afirmando: "No sólo el estilo de dibujo de estos episodios de Mickey Mouse es más divertido que el de los cortos tradicionales de Disney, sino que los personajes también tienen una energía mucho más traviesa".

### Reconocimientos
| Año  | Premio                             | Categoría                                                                 | Destinatario                         | Resultados | Ref    |
| ---- | ---------------------------------- | ------------------------------------------------------------------------- | ------------------------------------ | ---------- | ------ |
| 2021 | Premios Annie                      | Logro destacado por dirigir una producción animada de televisión / medios | Eddie Trigueros                      | Nominado   | [ 17 ] |
| 2021 | Premios Daytime Emmy               | Edición excepcional para un programa animado                              | Tony Molina                          | Nominado   | [ 18 ] |
| 2021 | Premios Daytime Emmy               | Dirección sobresaliente para un programa animado diurno                   | The Wonderful World of Mickey Mouse  | Nominado   | [ 18 ] |
| 2022 | Premios Emmy para niños y familias | Mejor dirección musical y composición para un programa animado            | Christopher Willis                   | Nominado   | [ 19 ] |
| 2023 | Premios Emmy para niños y familias | Especial animado excepcional                                              | The Wonderful Summer of Mickey Mouse | Pendiente  | [ 20 ] |